# Tiglio (araldica)
In araldica il tiglio compare raramente ed è simbolo di amore coniugale, sulla base della leggenda di Filemone e Bauci. Frequentemente l'albero è simboleggiato da un tronco da cui nascono le caratteristiche foglie.

D'argento, al tiglio terrazzato di verde, accantonato da quattro berretti frigi di rosso, affrontati due a due (Le Thillot, Francia, stemma fino al 1993)
D'argento, al tiglio sradicato di verde (Laupen, Svizzera)
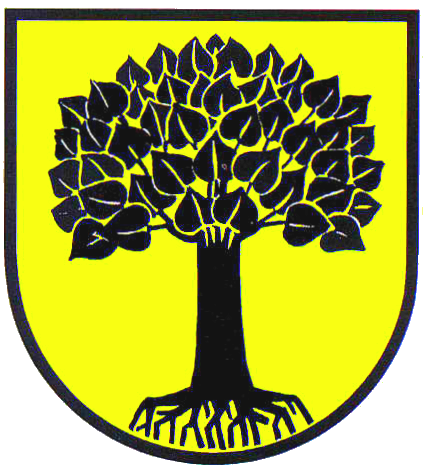
D'oro, al tiglio sradicato di nero (distretto di Lindach, Schwäbisch Gmünd, Germania)
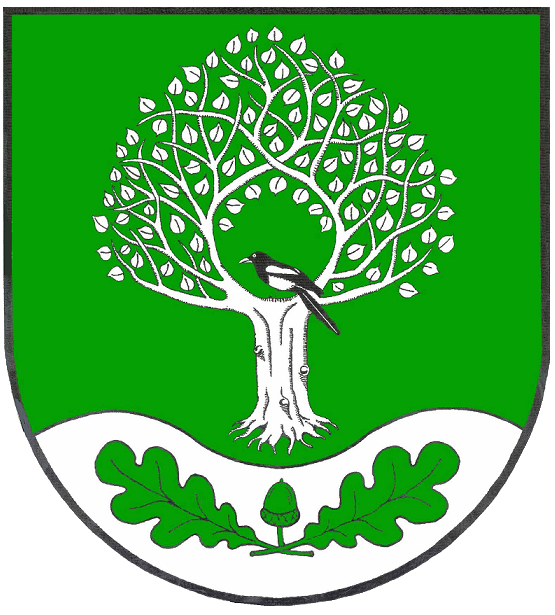
Tiglio d'argento (Süderheistedt, Germania)
Di rosso, al tiglio sradicato d'oro, caricato di una croce trifogliata dal piè fitto di nero; al capo d'argento, caricato di tre cuori del campo (Thilouze, Francia)
Tagliato: nel primo d'azzurro, alla torcia d'oro; nel secondo d'oro, alla foglia di tiglio di verde (Crottes-en-Pithiverais, Francia)
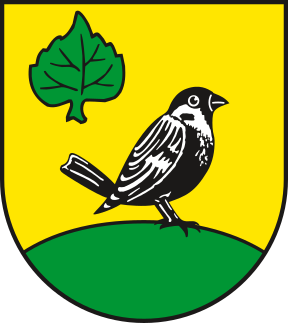
Foglia di tiglio di verde (Ackendorf, Germania)